# Amjad Nasser
Pour les articles homonymes, voir Nasser (homonymie).
Amjad Nasser (en arabe : أمجد ناصر) est le pseudonyme de Yahya Numeiri Alenaimat (en arabe : يحيى النميري النعيمات), né en 1955 à Tourrah (Jordanie) et mort le 31 octobre 2019 à Londres, écrivain et poète jordanien d'expression arabe. 
Résidant à Londres, il est le directeur de la rédaction du journal Al-Quds al-Arabi dont il dirige la section culturelle à partir de 1989. Il est l'un des pionniers de la modernité poétique arabe et du poème arabe en prose.

## Biographie
Natif du Nord jordanien, Amjad Nasser est le fils aîné d'une famille bédouine dont les membres étaient destinés à suivre une carrière militaire. Au lycée, il commence déjà à écrire des poèmes et à s’intéresser à la vie politique jordanienne et arabe. Sa résidence à Zarka, lui permet de vivre de plus près la condition de vie des réfugiés palestiniens et d’en être profondément touché. Impressionné par leur action de guérilla, il y adhère au terme de ses études secondaires.
Deux ans après son embauche au sein de la télévision jordanienne ainsi que dans la presse écrite, à Amman, il quitte son pays pour le Liban, en 1977, à la suite d'une crise politique liée à l’organisation palestinienne dont il est membre. Au Liban, il reprend son activité au sein de cette organisation, tout en essayant de poursuivre, en même temps, ses études à l’Université arabe de Beyrouth. Mais il cesse bientôt ses études pour se consacrer aux activités journalistiques et culturelles dans les médias palestiniens. Il collabore comme rédacteur au magazine Al-Hadaf (la Cible), fondé par Ghassan Kanafani, et y reste jusqu'à l'invasion israélienne et le siège de Beyrouth à l'été 1982, où il entre à la radio palestinienne. Par la suite, dans le cadre de son activité politique, Amjad Nasser rejoint l'«Institut du socialisme scientifique» d’Aden, dans l’ex-République démocratique populaire du Yémen, où il enseigne la science politique.
En 1979, il publie son premier recueil Madih li maqha akher (Louange à un autre café) préfacé par le poète Irakien Saadi Yousef (en). Ce recueil reçoit un bon accueil auprès de la critique, notamment dans la presse libanaise et arabe. Cette œuvre est considéré par les critiques comme la déclaration de naissance d’un poète doté d’une voix et d’un univers, tous deux particuliers.
Après le siège de Beyrouth en 1982 Amjad Nasser quitta celle-ci pour Chypre, où il avait continué à travailler dans les médias palestiniens. En 1987, il s’est rendu à Londres pour travailler dans les médias arabes basés en Grande-Bretagne, dont le quotidien Al-Quds al-Arabi, duquel il a été en 1989 le cofondateur. Depuis lors, il dirige la rubrique culturelle de ce quotidien.

### Vers le poème en prose
En dépit de son engagement politique et idéologique dans les rangs de la gauche, le poète épargne à sa poésie les slogans politiques. Ainsi, sa poésie privilégie la célébration du quotidien dans le détail et le concret, plutôt que du politique cru. Cette caractéristique avait marqué pour longtemps la poésie d’Amjad Nasser.
Amjad Nasser est l'un des pionniers parmi les jeunes poètes qui, après une expérience remarquable dans la poésie à pieds, se convertit au poème en prose. Dès sa deuxième œuvre, intitulée Moundhou jil’ad (Depuis Galaad) et paru en 1981, il continue à écrire ce genre de poème, en lui offrant une particularité arabe qui, selon le critique Subhi Hadidi, manquait à sa troisième œuvre Les tuteurs de la solitude (1986).
Ainsi, le jeune poète jordanien, s’est tracé dans ce contexte, une voie propre.
Dans son recueil Surra man raak (Heureux est celui qui te voit), paru en 1994, il recrée toute une nouvelle poétique arabe d’amour, qualifiée par un certain nombre de critiques arabes, de moderne et unique en son genre.
Dans un autre recueil Murtaqa al anfas (l’apogée du souffle), paru en 1997, il développe, d’une manière à la fois panoramique, lyrique et épique, la tragédie d'Abou Abdullah As-saghir, dernier roi Arabe en Andalousie.
Dans sa dernière œuvre poétique Hayatun ka sardin mutaqatta’in (la vie comme un récit intermittent) paru en 2004, Amjad Nasser emprunte une nouvelle voie dans la poésie en prose en langue arabe. Il y pousse la poésie à des confins narratifs sans précédent, mais sans toutefois vider le poème de sa charge poétique enfouie au fond du texte. Ladite œuvre a rencontré de nombreuses réactions qui ont varié entre le bon accueil réservé à cette ouverture audacieuse sur le récit avec les modalités prosaïque que ce dernier exige, et le refus par ceux qui considèrent que la dose prosaïque du récit est supérieure à celle supportée par le poème. Mais l’approche d’Amjad Nasser dans cette œuvre, reste comme une nouvelle inspiration esthétique qui engagerait la polémique dans un contexte poétique arabe presque dépourvu de tout débat sur les questions de la forme et du contenu. Ce constat a été dressé par le poète et critique libanais Abbas Beydoun, lors de son dialogue avec Amjad Nasser après la parution du recueil en question.

## Reconnaissances et récompenses
Certaines de ses œuvres ont été traduites en français, en italien, en espagnol, en allemand, en néerlandais, et en anglais.
Il a participé à de nombreux festivals poétiques arabes et internationaux, comme celui du Caire ou celui de Jerash en Jordanie dont il fut le responsable de sa direction internationale ; ou bien celui de Londres (London Poetry Festival) dont il fut le premier poète Arabe ayant lu ses poèmes au cours de l’une de ses soirées inaugurales ; ou celui de Rotterdam (Poetry International Rotterdam) ou encore celui de Colombie (Medellín's International Poetry Festival, Colombia).
À cela s'ajoutent ses participations en tant que membre de jury pour des prix littéraires ou de la presse, aussi bien arabes qu'internationaux; dont le prix littéraire "Mohsen Qattan", et le prix du "Reportage littéraire" discerné par le prestigieux magazine allemand Letter.
Il a publié huit recueils de poésie et deux ouvrages de récit de voyage. Il est à noter que par ces récits, Amjad Nasser est considéré comme l'un des premiers intellectuels arabes contemporains à s’être intéressé à ce genre littéraire. En 2006, il remporte le prix Mohammed Al-Maghout pour la poésie. Certains artistes arabes tels que Dia Azzawi, Fawzi al-Dulaimi, Mohammed Al Amri et Hakim Jamayin, se sont plastiquement inspirés des œuvres d’Amjad Nasser ; ils en avaient publié des livres d'art.
Plusieurs documentaires télévisés ont été produits sur Amjad Nasser et son œuvre. On en cite plus particulièrement le film, produit par la télévision jordanienne intitulé Sinbad le terrien, et ce à l’occasion de la nomination d'Amman comme capitale arabe de la culture pour l’année 2002 ou encore celui produit par la chaîne Al Arabiya dans le cadre de l’émission Rawafid (Affluents), diffusé sur deux épisodes.
Au sujet de son expérience, on signale le grand nombre de témoignages écrits par des critiques et de poètes arabes, tels que Adonis, Subhi Hadidi, Hatem Es-Sakr, Kamal Abu Dib, Sabry Hafez, Abbas Beydoun, Hussein Bin Hamza [qui publie sous le
pseudonyme de Abdou Wazen, Mohamed Badawi (en), Rashid Yahyaoui, Qassim Haddad (en), Fakhri Saleh, Mohammad Ali Shams al-Din, Shawqi Bzi, Mohsen Jassim al-Moussaoui, Raja Ben Slama, Fathi Abdallah, Hilmi Salim. Certains de ses témoignages ont paru dans deux numéros spéciaux de la revue palestinienne Al-shou’ara (Les poètes) et dans la revue jordanienne Afkar (Idées), ce qui avait permis à son expérience poétique de se confirmer.

## Œuvre
Amjad Nasser a publié huit recueils de poésie et un roman. Ses œuvres complètes en poésie ont été publiées en un seul volume en 2002 chez l’éditeur Al-mou’assassa al-arabiya (L'Institution arabe pour les études et l’édition)
- Madih li maq'ha akher (Louange à un autre café), Beyrouth, 1979
- Moundhou jil’ad (Depuis Galaad, il escaladait la montagne), Beyrouth, 1981
- Rou’at al-ouzla (Les tuteurs de la solitude), Amman, 1986
- Woussoul al-ghourabaa (L'arrivée des étrangers), Londres, première édition, 1990
- Surra man raak (Heureux est celui qui te voit), Londres, 1994
- Athar al-abir, (La trace du passant), Poèmes choisis, le Caire, 1995
- Khabtu’l ajniha (Le battement d'ailes), Voyages, Londres, Beyrouth, 1996
- Murtaqa al anfas (l’apogée du souffle), Beyrouth, 1997
- Wahidan Ka-dhi’b al-Farazdaq (Seul comme le loup d’al-Farazdaq), Damas, 2008
- Haythou la tasqoutoul’ amtar (Où il ne pleut pas), roman, 2010
- Le Royaume d'Adam et autres poèmes, anthologie poétique établie et traduite de l'arabe (Jordanie) par Antoine Jockey, Sindbad, Actes Sud, 2021